# Данешти (Њамц)
Данешти (рум. Dănești) насеље је у Румунији у округу Њамц у општини Ђиров. Oпштина се налази на надморској висини од 309 m.

## Становништво
Према подацима из 2002. године у насељу је живело 329 становника, од којих су сви румунске националности.